# أحمد سالم (لاعب كرة قدم مصري)
كان أحمد محمد عبد الله سالم لاعب كرة قدم مصريًا شارك مرتين في الأولمبياد وبطل ألعاب القوى. لعب لنادي الزمالك ومنتخب مصر. تنافس في دورة الألعاب الأولمبية الصيفية عام 1924 ودورة الألعاب الأولمبية الصيفية عام 1928.

## بداية حياته
وُلِد أحمد محمد عبدالله سالم في 25 ديسمبر 1898، لأب مصري هو العقيد البحري محمد عبدالله سالم وأم مصرية (من أصول تركية) عادلة علهون.
وُلِد أحمد في دمياط لأن والده كان يعمل هناك في ذلك الوقت. كان والده يتنقل بين المدن المصرية بشكل متكرر ليخدم في البحرية المصرية. كان أحمد هو الأكبر بين ثلاثة أولاد. وكان شقيقاه الأصغران محمود سالم (كابتن نادي السكة الحديد لكرة القدم) والأصغر عبد المنعم (كابتن نادي الأهلي لكرة القدم).
تخرج أحمد سالم من الكلية الحربية المصرية ودخل الجيش المصري. قام الجنرال محمد حيدر باشا (قائد الجيش والشرطة المصرية) بتعيين أحمد للتحويل من ضابط في الجيش إلى ضابط في الشرطة بعد أن اكتشف الجنرال حيدر شغف أحمد بكرة القدم ومهارته الرائعة. ورأى الجنرال هذه الموهبة النادرة والموهوبة في أحمد وانتهز الفرصة لوضعه في مركز المدافع مع المنتخب المصري والأندية. من شأن هذا الانتقال أن يمنح أحمد المرونة في التدريب على كرة القدم.

## مسيرة كرة القدم
انضم أحمد سالم إلى نادي الزمالك (نادي النخبة لكرة القدم في مصر والذي يتمتع بالعديد من الإنجازات بين أندية كرة القدم الأخرى في العالم) في عام 1923 ولعب موسمًا واحدًا فقط. خلال فترة لعبه، فاز الفريق بكأس فاروق (المعروفة مؤخرًا باسم كأس مصر).

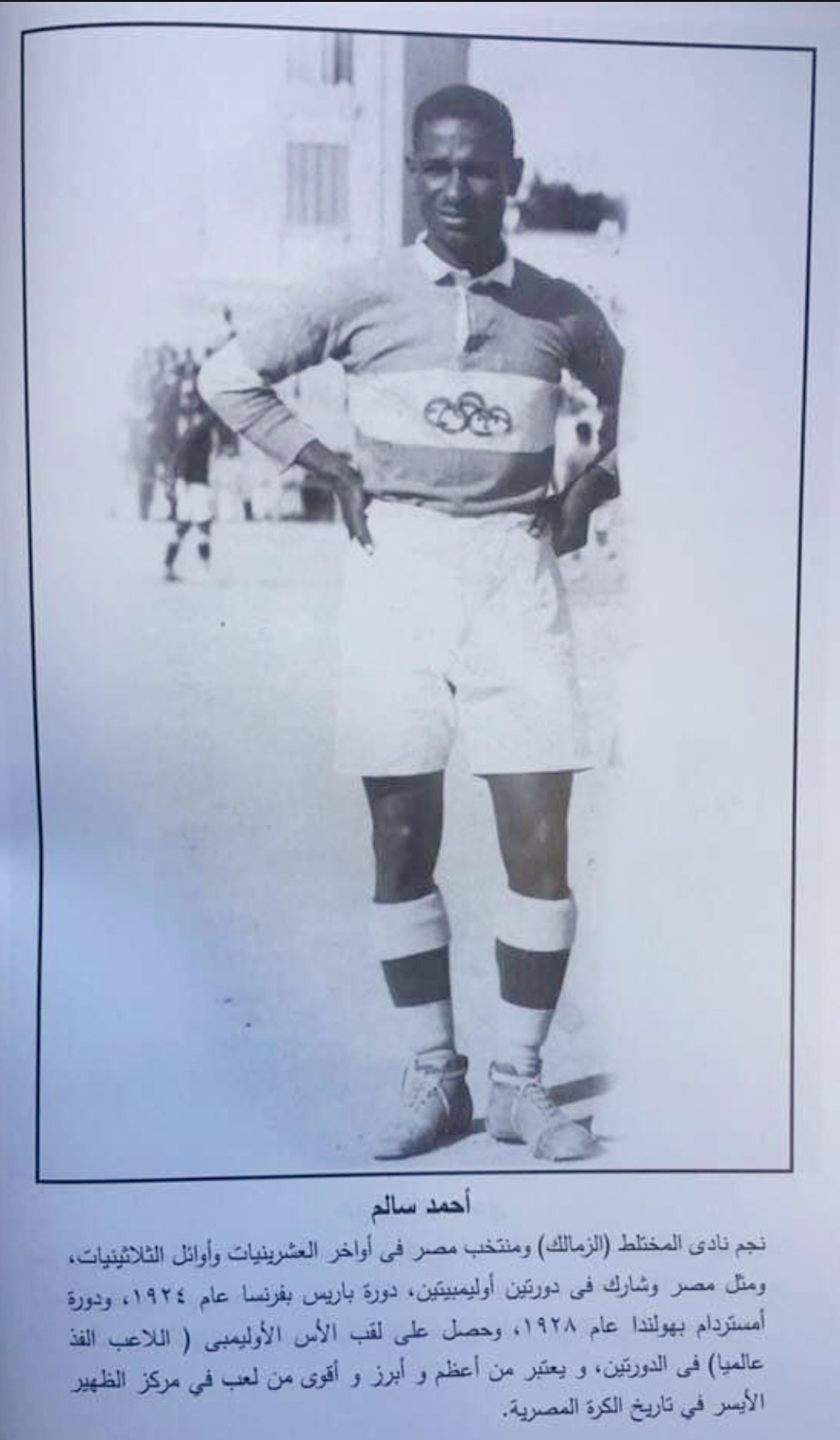
أحمد سالم لاعب الزمالك في أولمبياد 1924 في باريس، فرنسا

مثل أحمد سالم المنتخب الوطني المصري في دورة الألعاب الأولمبية التي أقيمت في باريس، فرنسا عام 1924 (مصر في دورة الألعاب الأولمبية الصيفية 1924). تم اختياره كأفضل ظهير أيسر (حصل مؤخرًا على لقب الظهير الأيسر الكامل) في العالم. بعد الألعاب الأولمبية، لعب أحمد لنادي العاملين بالإسكندرية. في عام 1926، قام الأمير عباس حليم (ابن عم الملك فاروق الأول) بتغيير اسم نادي العاملين بالإسكندرية إلى نادي الأوليمب المصري. اسم البطل الأولمبي مشتق من الاسم الذي أطلق على أحمد سالم خلال الألعاب الأولمبية في باريس. كانت هذه هي المرة الأولى في العالم التي يتم فيها إعادة تسمية نادي كرة قدم على اسم أحد اللاعبين. ولعب مع النادي حتى عام 1927.

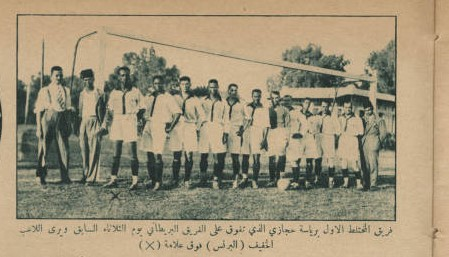
سالم (الرابع من اليسار) مع الزمالك عام 1928

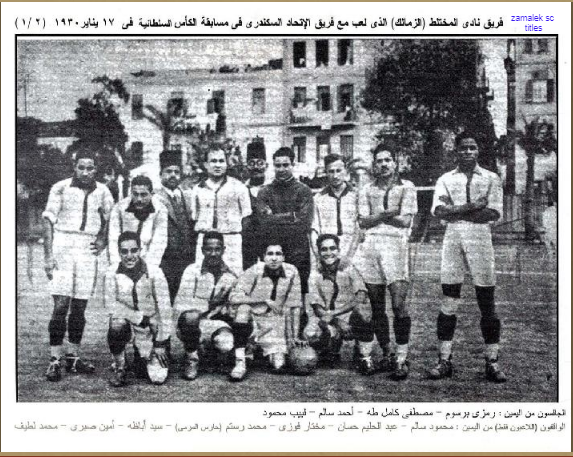
سالم (الثاني جالسًا من اليسار) مع الزمالك عام 1930

وفي عام 1927 عاد إلى الزمالك. وفي عام 1932، فاز الفريق بكأس مصر بعد خوض ديربي القاهرة أمام الأهلي والفوز في النهائي بنتيجة 2-1، سجل أهدافه إسماعيل رأفت وسعيد الحضري. أحمد سالم يتسلم الكأس المصرية شخصياً من الأمير المصري فاروق (انظر الصورة). وفي عام 1928، مثل أحمد سالم المنتخب الوطني المصري مرة أخرى في دورة الألعاب الأوليمبية التي أقيمت في أمستردام بهولندا. وفي مسابقة كرة القدم، فاز بجائزة أفضل مدافع في الأولمبياد. (مصر في الألعاب الأولمبية الصيفية 1928)

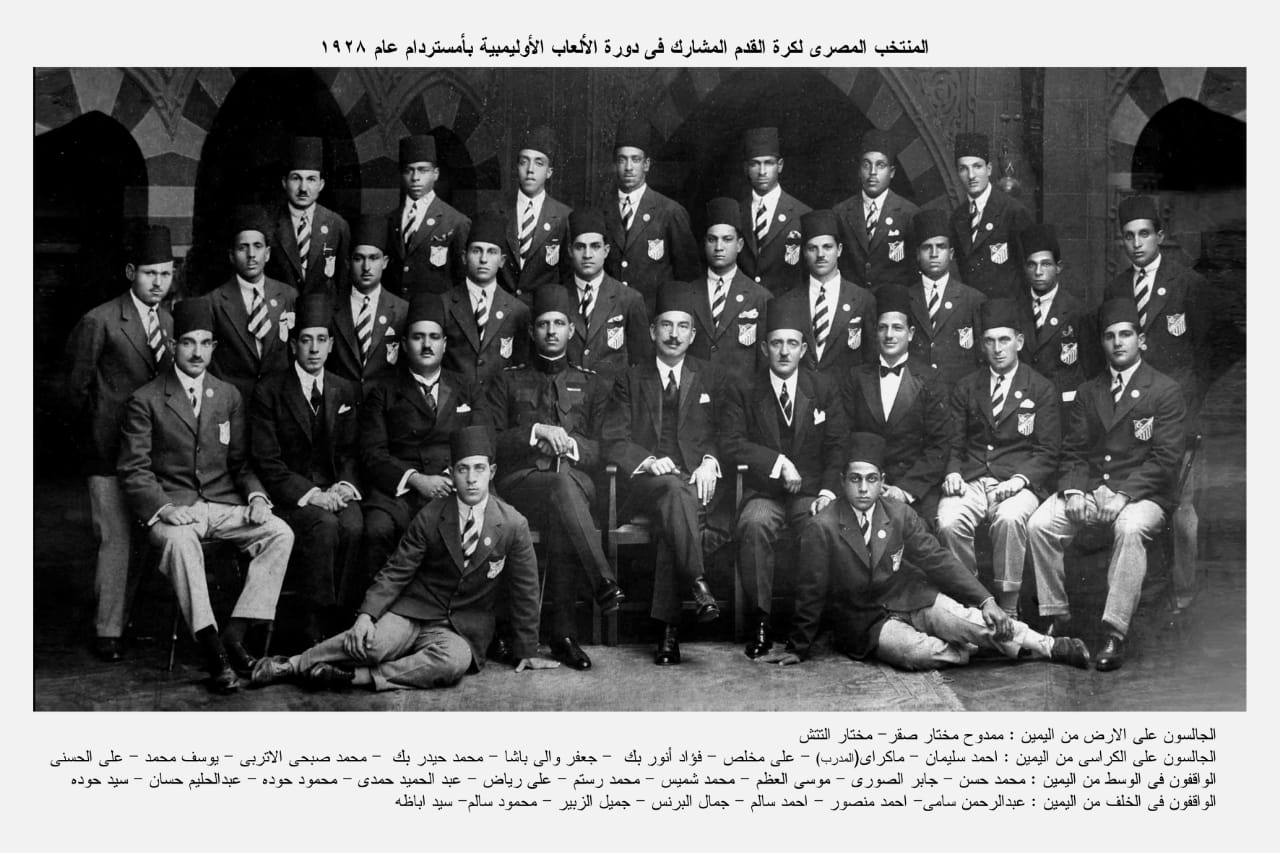
منتخب مصر لكرة القدم يشارك في دورة الألعاب الأولمبية التي أقيمت في أمستردام عام 1928

وفي عامي 1930 و1932، وتحت قيادة أحمد سالم خلال فترة وجوده في نادي الزمالك، فازوا ببطولة الدوري القاهرة (أعرق البطولات في مصر) لعدة مواسم. كان يعتبر من أفضل لاعبي مركز الظهير الأيسر المدافع في كرة القدم، والأبرز والأقوى في تاريخ كرة القدم المصرية.

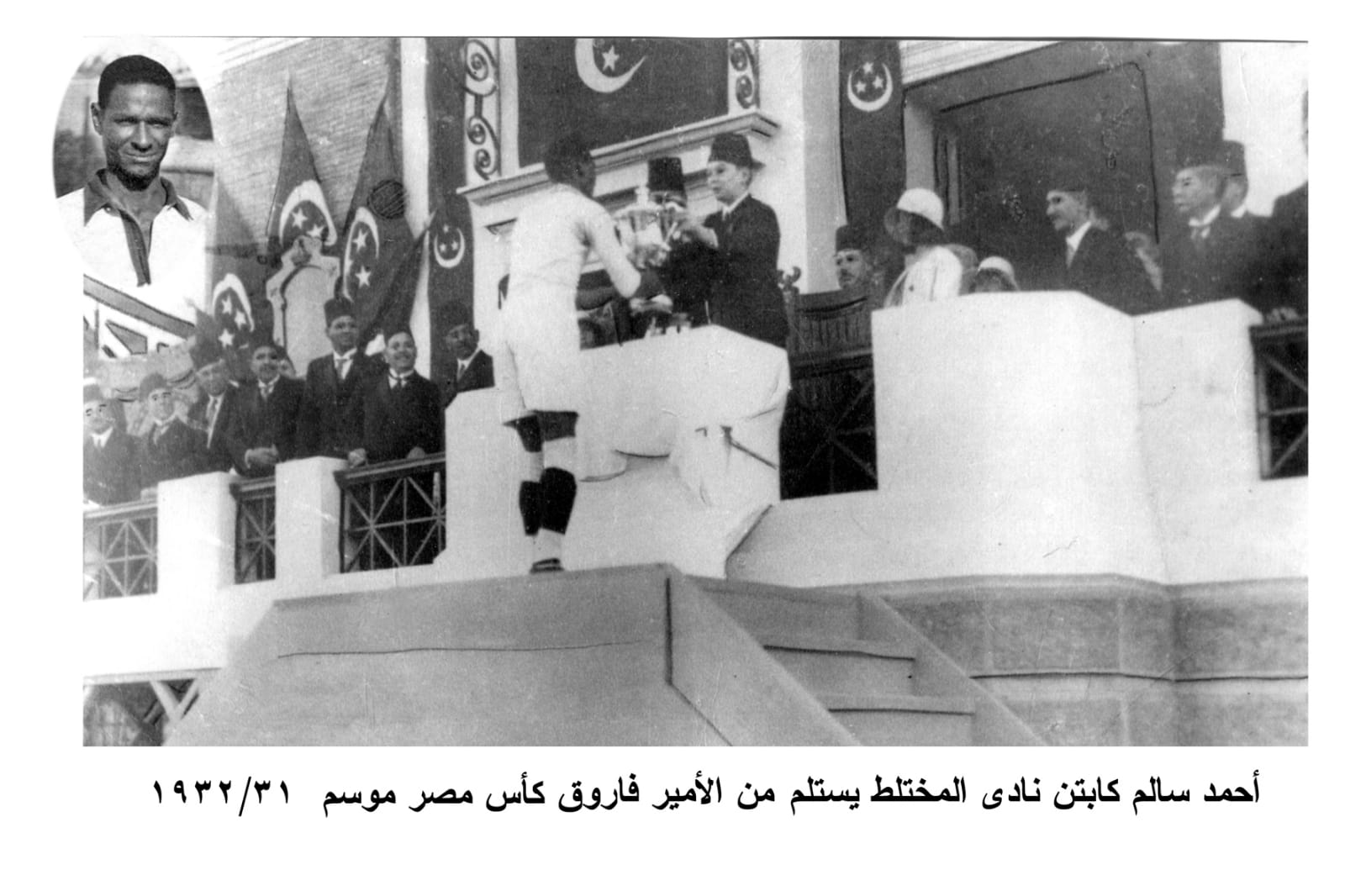
أحمد سالم، قائد نادي الزمالك، يتسلم كأس مصر من الأمير فاروق المصري عام 1932

اعتزل أحمد سالم لعب كرة القدم في عام 1934. وبعد ذلك، في عام 1950، أسس نادي حرس السواحل (حرس الحدود) بصفته ضابطًا في حرس السواحل ومؤسسًا مشاركًا. كان مديراً لكرة القدم بنادي الإسكندرية، النادي الأوليمبي.
في عام 1960، منح رئيس مصر جمال عبد الناصر أحمد سالم فرصة حمل العلم المصري خلال حفل افتتاح استاد القاهرة. تم اختياره لأنه يحمل أعلى لقب في تاريخ كرة القدم المصرية (البطل الأولمبي). في الفترة من 1960 إلى 1964، كان أحمد سالم مديرًا لفريق كرة القدم بنادي سكة حديد الإسكندرية. اختتم مسيرته العسكرية برتبة عميد أميري (يُطلق عليه الآن رتبة عميد)

## المسيرة العسكرية
بسبب قدرات أحمد سالم الهائلة ومهاراته وبنيته الجسدية القوية، فقد تم تعيينه دائمًا لحراسة وحماية كبار الحكام والمواطنين المصريين مثل رئيس الوزراء مصطفى النحاس، ورئيس الوزراء علي ماهر، ورئيس الوزراء النقروشي باشا، إلخ.
خلال احتفالات الملك فاروق الأول وغيرها من المناسبات الملكية في مصر، كان العميد أحمد سالم يُعيَّن دائمًا قائدًا عامًا لحماية وأمن الملك وهيئة الأركان خلال الفترة من 1936 إلى 1952.

## الحياة الشخصية
عاش أحمد سالم بقية حياته في الإسكندرية بمصر مع شقيقيه الأصغر. تزوج من فردوس يوسف عطوة بو قرطام (مصرية مغربية الأصل، وكان والدها مغربيًا) وأنجبا تسعة أبناء. من الابن الأكبر اللواء كمال سالم، الدكتور عادل سالم، أنصاف سالم، وافية "فيفي" سالم، سعاد سالم، سامية سالم، فوزية "ناني" سالم، العميد فاروق سالم والابن الأصغر أحمد "حمادة" سالم. وفي نهاية المطاف بدأ أبناء أحمد سالم في تكوين أسرهم الخاصة، حيث عاش بعضهم في الإسكندرية بمصر، بينما هاجر آخرون إلى الولايات المتحدة الأمريكية (هيوستن، تكساس).
توفي الفنان أحمد سالم، عن عمر ناهز 71 عاماً، إثر إصابته بجلطة دموية في المخ، بمستشفى القوات المسلحة بالمعادي بالقاهرة.

## قريب ملحوظ
أحمد سالم هو حفيد المقدم عبدالله سالم من الجيش المصري السوداني (قبل استقلال السودان عن مصر عام 1956).
في عام 1863، دعا نابليون الثالث ملك فرنسا ماكسيميليان، أرشيدوق النمسا، ليصبح إمبراطورًا للمكسيك. قبل ماكسيميليان العرض ووصل إلى المكسيك في عام 1864. لسوء الحظ، بدأ شعب المكسيك ثورة ضد ماكسيميليان.
طلب نابليون الثالث المساعدة العسكرية من حاكم مصر الخديوي سعيد باشا. أرسل الخديوي كتيبة بقيادة القائد الأول العميد محمد الماس باشا وكان مساعد القائد المقدم عبدالله سالم. توفي القائد الرئيسي سريعاً فور وصوله أثناء الثورة وكان المقدم عبدالله سالم هو القائد الرئيسي. وبفضل الكتيبة المصرية نجحوا في الثورة عام 1867، ومنح نابليون الثالث ملك فرنسا المقدم عبد الله سالم وسام الشرف وهو أعلى وسام عسكري في فرنسا. أحمد سالم هو أيضًا من نسل الجندي سالم بور. هناك أدلة تشير إلى أن سالم بور / سالم الفقير / سالم الفقيه قد يكون هو نفس الشخص. وهذا لأن كلمة "الفقير" في العربية تُترجم إلى "فقير" في الإنجليزية. بالإضافة إلى ذلك، يبدو الحرف "r" و"h" متشابهين جدًا في الخط العربي المسمى Rekaa. مع مرور الوقت، تم استخدام الأسماء بالتبادل دون أن ندرك أنها نفس الشخص.

## الإنجازات

### الزمالك
- كأس السلطان حسين : 1921، 1922
- كأس مصر : 1922، 1932
- دوري منطقة القاهرة : 1922-23، 1928-29، 1929-30، 1931-32، 1933-34
- كأس الملك فؤاد : 1925، 1934

### مصر
- المركز الرابع في الألعاب الأولمبية الصيفية : 1928